# Teratak (Batukliang Utara)
Teratak is een bestuurslaag in het regentschap Centraal-Lombok van de provincie West-Nusa Tenggara, Indonesië. Teratak telt 7412 inwoners (volkstelling 2010).